# Кебрачос (департамент)
Департамент Кебрачос  (исп. Departamento de Quebrachos) — департамент в Аргентине в составе провинции Сантьяго-дель-Эстеро.
Территория — 3507 км². Население — 10568 человек. Плотность населения — 3,00 чел./км².
Административный центр — Сумампа.

## География
Департамент расположен на юге провинции Сантьяго-дель-Эстеро.
Департамент граничит:
- на севере — с департаментом Салавина
- на востоке — с департаментом Митре
- на юге — с провинцией Кордова
- на западе — с департаментом Охо-де-Агуа

## Административное деление
Департамент включает 1 муниципалитет:
- Сумампа

## Важнейшие населенные пункты[3]
| № | Населённый пункт   | Населённый пункт (исп.) | Категория | Население чел. (2010) | На карте                        |
| - | ------------------ | ----------------------- | --------- | --------------------- | ------------------------------- |
| 1 | Сумампа            | Sumampa                 | город     | 5559                  | 29°23′02″ ю. ш. 63°28′19″ з. д. |
| 2 | Рамирес-де-Веласко | Ramírez de Velazco      | поселок   | 256                   | 29°13′51″ ю. ш. 63°28′31″ з. д. |
| 3 | Кебрачос           | Quebrachos              | поселок   | н/д                   | 29°14′32″ ю. ш. 63°36′48″ з. д. |